# Что случилось с крокодилом?
«Что случилось с крокодилом?» — советский короткометражный рисованный мультипликационный фильм, созданный режиссёром Александром Горленко в 1982 года по одноимённой сказке Марины Москвиной.
Второй из трёх сюжетов мультипликационного альманаха «Весёлая карусель» № 12.

## Сюжет
На острове у всех крокодилов вылупляются крокодилята и лишь у одного из них по неизвестным причинам появился птенец, который тут же называет его «папой». Тот поначалу пытается отделаться от такого отпрыска, но потом побеждают родительские чувства и крокодил принимается защищать дитя от агрессивных соседей. Впоследствии выясняется, что, несмотря на их разность, им есть чему поучиться друг у друга.

## Съёмочная группа
- Автор сценария — Марина Москвина
- Кинорежиссёр — Александр Горленко
- Художник-постановщик — Ольга Боголюбова
- Художники-мультипликаторы — Наталия Богомолова, Александр Мазаев, Александр Горленко
- Кинооператор — Б. Котов
- Звукооператор — Борис Фильчиков
- Редактор — Арнольд Григорян
- Директор съёмочной группы — Лилиана Монахова
- Музыка и исполнение — группа «Последний шанс»
- Текст читает — О. Клюшникова

## О мультфильме
После второго «карусельного» сюжета — «Что случилось с крокодилом» (1982), о молодом режиссёре заговорили. Изящная простота изобразительного решения сочеталась с довольно сложным звуковым решением: герои фильма говорили на абракадабрском языке, который переводил закадровый томный женский голос. Простенькая детская история о том, как в крокодильем семействе вылупился птенец, приобретала пародийный объём, «второй план», который приводил в восторг взрослых зрителей.

## Награды на фестивалях
- 1983 — Гран-при «Золотой Кукер» Всемирного Анимационного фестиваля в Варне;
- 1983 — приз СИФЕЖ за лучший фильм для детей и подростков «Чаплиновский малыш», Варна-83[2].